# あんぱん饅頭

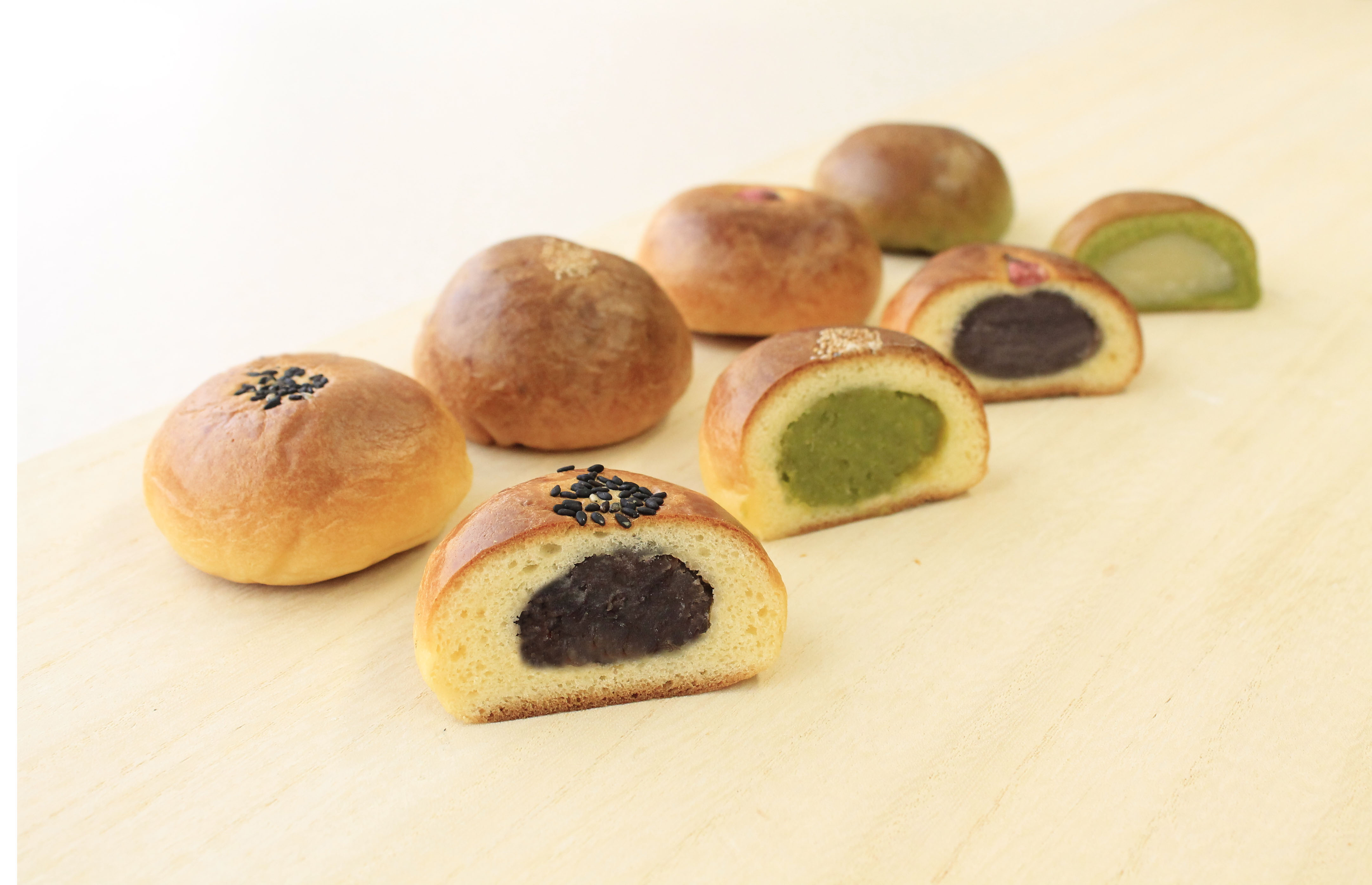
5種類のあんぱん饅頭（写真は4種）桜（こしあん）・粒あん・抹茶ミルク・チーズ・ずんだ

あんぱん饅頭は、日本の創作和菓子の一つ。見た目はあんパンに類似するが、饅頭のようなしっとり、またはもちもちとした食感を特徴とする。「ぱんまんじゅう」「あんぱんまんじゅう」とも呼ばれる。

## 概要
あんパンのような見た目でありながら、まんじゅうの製法で作られた菓子である。日本各地の和菓子店や菓子メーカーで製造・販売されている。小麦粉などをベースにした生地で、餡を包み焼き上げる製法が一般的である。
一般的なあんぱんが、パンの一種として酵母による発酵を行うのに対し、あんぱん饅頭は和菓子の製法に近いため、その食感はパンとは異なり、しっとりとした饅頭に近いものとなる。

## 誕生背景
あんぱん饅頭は、明治時代に誕生し広く普及したあんパンと、古くから日本の伝統菓子である饅頭の技術が融合して生まれた菓子である。
明治7年（1874年）、東京銀座の木村屋總本店が考案したあんパンは、日本の酒饅頭に使われる「酒種」を用いて作られた。これは、柔らかい生地にあんこを包むという、まさに西洋のパンと日本の饅頭の製法が融合したものであった。翌年には明治天皇に献上され、あんパンは全国的に広まった。
このあんパンの成功により、「あんこを生地で包む」というアイデアが日本人の味覚に強く響いた結果、パンの製法だけでなく、伝統的な饅頭の製法にもこのアイデアが取り入れられるようになった。
「あんぱん饅頭」は、あんパンの見た目とあんこを包む発想を取り入れつつ、饅頭特有のしっとりとした生地（酵母を使わない製法）で作られる菓子として、明治時代以降、各地で自然発生的に誕生し、広まっていったと考えられる。起源については諸説あるものの、これはあんパンの登場が、各地の和菓子職人たちの知識と技術を結びつけ、「和洋折衷」の新たな菓子を生み出すきっかけとなった結果である。

## 特徴
- 見た目: あんパンのような丸い形状で、上面にごまや桜の塩漬けなどが飾られることもある[4]。特定のキャラクターの焼印が施されている製品も存在する[5]。
- 製法: 酵母を使わないため、パンのような膨らみ方はせず、蒸し饅頭や焼き饅頭に近い製法が取られることが多い。